# Художнє маскування
Худо́жнє маскува́ння (англ. Matte Painting, на професійному жаргоні «мет-пейнтінг» або «мет-пейнт») — великомасштабні, зазвичай дуже детальні мальовані зображення, використовувані в кінематографі, на телебаченні і в виробництві комп'ютерних ігор для створення в кадрі ілюзії навколишнього середовища, яке з певних причин неможливо зняти в натурі або відтворити за допомогою матеріальних декорацій. Головне завдання фахівців з художнього маскування полягає у фотореалістичності одержаних зображень, з тим щоб вони органічно поєднувалися з натурними зйомками.

## Історія
Мальовані декорації — спадщину театру — в кінематографі застосовували з перших днів його існування. Перше в історії застосування художнього маскування зазначене в 1907 році, коли в ході зйомок фільму «Каліфорнійські місії» (The Missions of California, 1907) оператор Норман Доун (Norman O. Dawn) вирішив, що потріскані будинки місіонерських резиденцій слід «облагородити» за допомогою малюнків на склі. Намальовані на склі декорації затуляли собою навколишнє середовище лише частково: з їх допомогою, зокрема, маскувалися лише найбільш сильно зруйновані частини споруд, що знімалися. Ця методика отримала назву «кадр зі склом» (Glass Shot). Надалі Доун удосконалив свій винахід: на склі більше не малювалася закінчена картина, потрібне місце всього лише зафарбовували чорною фарбою. Потім, у студії, художники могли малювати потрібну картину більш ретельно; плівка з відзнятим матеріалом експонувалася повторно, так що раніше неекспоновані — чорні — ділянки в кожному кадрі заповнювалися потрібними зображеннями.
Аналогічні методики застосовувалися потім до середини 1980-х років. Найбільш характерні випадки застосування — кадри, де Дороті підходить до Смарагдового міста у фільмі «Чарівник країни Оз», замок Ксанаду Чарльза Фостера Кейна у фільмі «Громадянин Кейн», міські пейзажі у фільмі «Той, що біжить по лезу» а також позірно бездонні шахти «Зірки Смерті» у фільмі «Зоряні Війни» .
З середини 1980-х років для художнього маскування почали активно застосовувати комп'ютерні технології. Перший епізод із застосуванням цифрового художнього маскування відноситься до 1985 року, у фільмі Молодий Шерлок Холмс (Paramount Pictures), у сцені, де «оживає» зображення лицаря на вітражі. Вітраж був спочатку намальований художником Крісом Евансом за допомогою акрилових фарб, потім відсканований і далі оброблявся в графічному редакторі Pixar, розробленому в Lucas Arts. Ця ж сцена є першим в історії випадком, коли комп'ютерний анімований персонаж взаємодіяв у кадрі з живим актором. За допомогою традиційного Matte Painting домогтися ефекту «виходу» анімованого персонажа з вітражу не вийшло б.

## Новітні технології
Протягом 1990-х років традиційне художнє маскування використовувалося, але все частіше — в комбінації з цифровим компонуванням . Наприклад, у фінальній сцені фільму «Міцний горішок 2» натурний відеоматеріал комбінувався з традиційним художнім маскуванням, однак вперше в історії зображення були попередньо відзняті й оцифровані, і їх компонували вже за допомогою комп'ютера. До кінця тисячоліття ера мальованого маскування завершилася, хоча ще в 1997 році для фільму Джеймса Кемерона «Титанік» вищезгаданий Кріс Еванс виготовляв такі зображення вручну (зокрема, зображення рятувального корабля «Карпатія»).
В даний час для художнього маскування практично використовуються тільки редактори плоскої і тривимірної комп'ютерної графіки, що дозволяють здійснювати практично будь-які маніпуляції з фоновими зображеннями, отримувати будь-які комбінації натурних зйомок і комп'ютерної графіки.
Цифрове художнє маскування, як правило, є комбінацію зі спеціально оброблених і найчастіше домальованих або належним чином розфарбованих референсних фотозображень і тривимірної графіки. Сучасне програмне забезпечення дозволяє також імітувати наявність об'єму в плоских зображень (зокрема, Matte Painting і кадрів натурних зйомок). Один з найбільш показових прикладів — застосування radiosity-алгоритмів у фільмі Мартіна Скорсезе «Казино», де необхідно було зімітувати освітлення вулиць Лас-Вегаса в 1970-ті роки з його незліченними неоновими вивісками.

Існує також цілий ряд програмних пакунків, призначених виключно для отримання фотореалістичних зображень природних ландшафтів на основі заданих користувачем параметрів навколишнього середовища і/або імпортованих 3D-моделей. Зокрема, програма e-on Vue застосовувалася при зйомках таких фільмів, як «Термінатор: Спасіння», «Індіана Джонс і Королівство кришталевого черепа», «Пірати Карибського моря II». Ранні бета-версії пакунка Planetside Terragen 2 застосовувалися для створення цифрових декорацій у фільмах «Золотий компас» і «Зоряний шлях: Відплата».